# Als een boom in een bos omvalt ...
"Als een boom in een bos omvalt en er is niemand in de buurt om het te horen, maakt het dan geluid?" is een bekend filosofisch raadsel dat vraagt of waarneming van, invloed is op de werkelijkheid.

## Geschiedenis
De filosoof George Berkeley kwam in zijn werk A Treatise Concerning the Principles of Human Knowledge (Een uiteenzetting over de grondslagen van de menselijke kennis) met de stelling:
Maar, zeg jij, natuurlijk is er voor mij niets eenvoudiger dan om mij bomen voor te stellen, bijvoorbeeld in een park [...] en er is niemand om ze te zien. [...] Voor de zintuigen bestaat iets alleen als het waargenomen wordt; dus bestaan de bomen in het park alleen maar [...] als er iemand is om ze waar te nemen.
Berkeley spreekt hier echter niet over het omvallen van een boom.
In juni 1883 werd in het tijdschrift The Chautauquan de vraag als volgt gesteld:
Als een boom op een onbewoond eiland omvalt, zou er dan geluid zijn?
Het antwoord dat hierop werd gegeven was nogal technisch: Geluid is een trilling, die naar onze zintuigen gestuurd wordt door ons oor, en die alleen maar herkend wordt als geluid in onze zenuwcentra. Het vallen van de boom (of een andere verstoring) zal trillingen veroorzaken. Wanneer er geen oren zijn om ze te horen, is er geen geluid.
De huidige formulering komt uit het boek Physics van Charles Riborg Mann en George Ransom Twiss uit 1910. De vraag Wanneer een boom in een verlaten bos omvalt, en er is geen dier om het te horen, maakt het dan een geluid? Waarom (niet)? wordt gesteld als een van vele quiz-vragen aan de lezer over de inhoud van het boek. De vraag werd echter alleen vanuit een natuurkundig standpunt bekeken.

## Metafysica

### De mogelijkheid van niet-waargenomen bestaan
Het voornaamste filosofische onderwerp in het raadsel of iets kan bestaan zonder dat het waargenomen wordt, gaat over het bestaan van de boom en het geluid dat deze maakt, dat buiten de menselijke waarneming valt. Als niemand de boom ziet, ruikt of hoort, hoe kan er dan gezegd worden dat deze bestaat? Hoe kan gesteld worden dat de boom bestaat, als het bestaan onbekend is?
Vanuit de exacte wetenschap zou gesteld kunnen worden dat de boom bestaat en mensen deze kunnen waarnemen. Berkeley ontwikkelde het subjectieve idealisme, een metafysische theorie om deze vragen te beantwoorden, door te stellen: Esse est percipi (Latijn), To be is to be perceived (Bestaan betekent waargenomen worden). Hedendaagse metafysici zijn hierover verdeeld: volgens de substantietheorie is een substantie anders dan de eigenschappen, terwijl de bundeltheorie van Berkeley zegt dat een voorwerp alleen maar zijn zintuiglijke indrukken is. De vallende boom zou dan dus geen geluid maken.

### Kennis van de niet-waargenomen wereld
Als een vallende boom zonder waarnemer geen geluid maakt, zou dat betekenen dat de waarnemer de werkelijkheid beïnvloedt en de niet-waargenomen wereld dus niet hetzelfde functioneert als de waargenomen wereld. De meeste mensen nemen, net als natuuronderzoekers, aan dat waarneming geen effect heeft op een gebeurtenis.

### Verschil zintuigelijke waarneming en werkelijkheid
Misschien wel de belangrijkste vraag is wat het verschil is tussen de werkelijkheid en de waarneming daarvan. Dat deze niet volledig overeenkomen, volgt al uit de verschillende beschrijvingen die gegeven worden van eenzelfde fenomeen, maar wat het verschil is, zijn hele filosofieën opgesteld.